# 小行星5949
小行星5949是一颗围绕太阳公转的小行星。1985年9月6日，亨利·德波鸿诺在拉西拉天文台发现了此天体。
这颗小行星的绝对星等为175.57256等。